# Trine Jepsen
Trine Jepsen är en dansk sångerska och aktris född 29 september 1977.
Hon fick sitt genombrott i Danmark när hon tillsammans med Michael Teschl vann Dansk Melodi Grand Prix 1999, uttagningen till Eurovision Song Contest i Jerusalem, Israel. Deras bidrag, Denne gang, översattes till finalen till engelska och fick titeln This time I mean it. 
I Eurovisionfinalen slutade de efter omröstningen på åttonde plats. 
Trine Jepsen återkom till Dansk Melodi Grand Prix 2006 med Grib mig, en duett med Christian Bach, och 2009, då hon tävlade solo med I'll Never Fall in Love Again. Ingen av dem lyckades vinna tävlingen. 
2001 deltog hon i den TV-sända talangjakten Popstars som hon vann tillsammans med Sofie Hviid, Julie Næslund och Louise Lolle. De fyra bildade då gruppen EyeQ.
Hon har tillsammans med andra artister gjort flera julkonserter och hon har medverkat i musikalerna Aida och Cats. Hon har därutöver medverkat i teateruppsättningar av Folk och rövare i Kamomilla stad och Skönheten och odjuret. 
Hon har varit programledare för det dagliga TV-programmet Quiz Direkte och medverkar även i radioprogrammet Morgenministeriet på Skala FM varje vardag.